# Ferrotitanowodginite
La ferrotitanowodginite è un minerale.

## Etimologia
Prende il nome dalla composizione chimica prevalente, ferro e titanio, e dalla wodginite